# 海科·赫利希
海科·赫利希（德語：Heiko Herrlich，1971年12月3日—）是一名德国前足球运动员及现任足球教练。他自1989年至2004年间曾先后代表勒沃库森、门兴格拉德巴赫及多特蒙德共参加过258场德甲联赛并射入76球。自2017-18赛季起，赫利希正式出任前东家勒沃库森的主教练。

## 球员生涯

### 俱乐部生涯

#### 勒沃库森
赫利希成长于巴登南部的瓦尔德基希，并曾效力于弗赖堡的青训营。至1989-90赛季，他被德甲球队勒沃库森签入。在当季第5轮对阵卡尔斯鲁厄的比赛中，年仅17岁的赫利希便完成了德甲首秀，时任主教练的尤尔根·格尔斯多夫于完场前十分钟将他替换马雷克·列希尼亚克登场。比赛最终以1比1结束。在其首个职业赛季中，赫利希于联赛共出战16场，主要是作为替补。他首次打满90分钟是在18岁之际，于第32轮以0比2不敌杜塞尔多夫的比赛。
在随后的赛季，赫利希获得了更多的上场机会，并在以2比2逼平法兰克福的比赛中射入德甲首球。在1991-92赛季，赫利希共出场28次及射入3球。然而，他从来不是主力球员，期间共有24次为中途被换出或换入。即便是在接下来的赛季，赫利希仍然无法撼动前锋伍尔夫·基尔斯滕和安德烈亚斯·托姆的主力地位。在德国足协杯赛场上，他则随队进入了1992-93赛季的决赛，并以1比0击败柏林赫塔业余队。这是赫利希获得的首个全国性冠军，即便他并没有在决赛中登场。

#### 门兴格拉德巴赫
1993年中期，赫利希转会至联赛竞争对手门兴格拉德巴赫。在新东家的首个赛季，他以8个入球位居之后，与及卡尔海因茨·普夫利普森并列队内第二射手。凭借当季的65个入球，门兴成为联赛中攻击力次强的球队，并以第十名完赛。
一年后，赫利希成为队内最佳射手，并以20个入球与云达不来梅的马里奥·巴斯勒共同荣膺德甲金靴奖。球队成绩则提升至第五名，从而获得歐洲足協盃的参赛资格。在德国足协杯赛场上，赫利希于进军决赛的6场比赛中射入6球；其中在以3比2战胜沙尔克04的四分之一决赛、以及通过加时以1比0战胜凯泽斯劳滕的半决赛中，赫利希都为球队射入了制胜球。在对阵沃尔夫斯堡的决赛中，他又射入1球帮助门兴格拉德巴赫以3比0完胜。这是他的第二个冠军头衔。

#### 多特蒙德

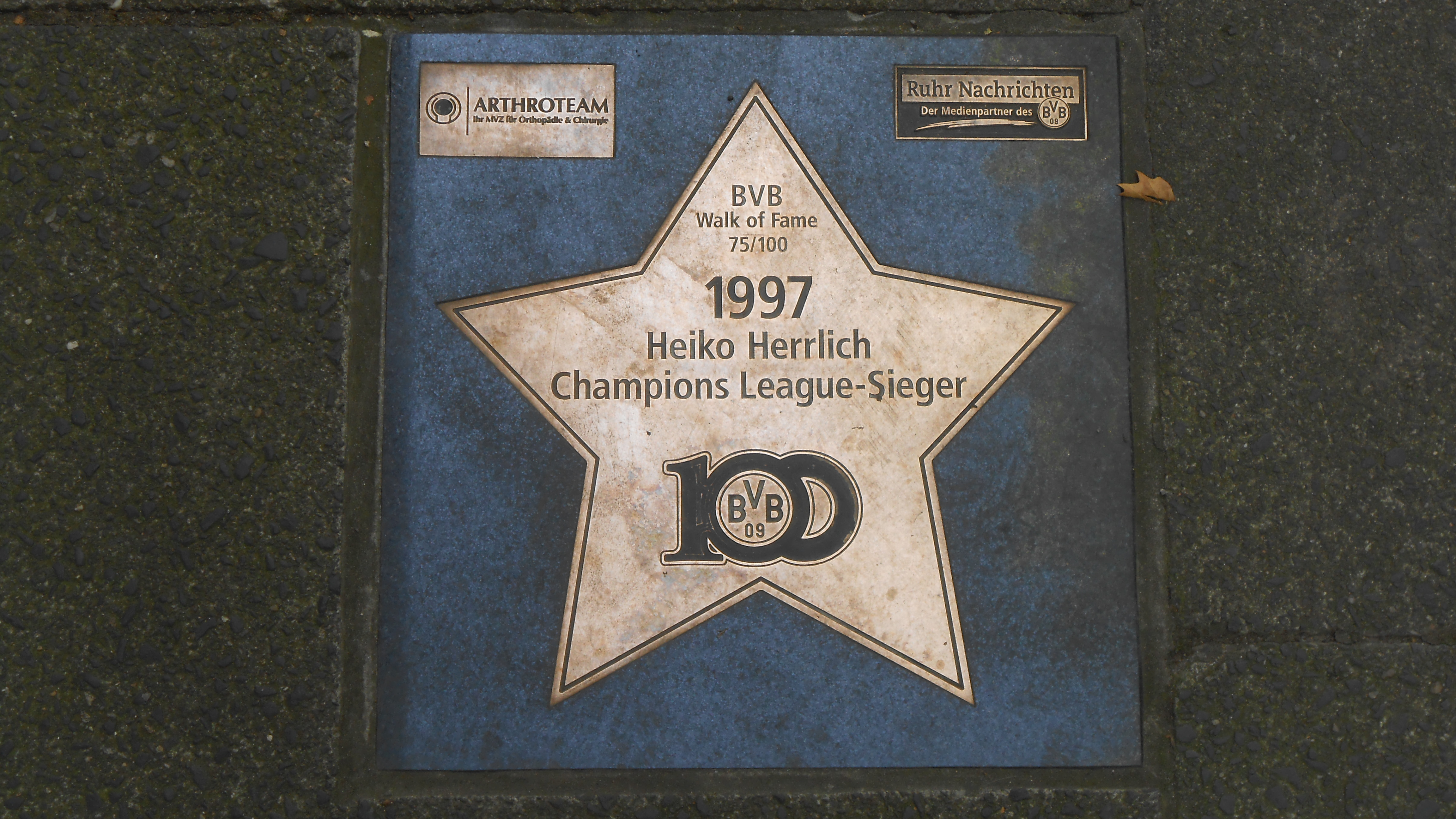
赫利希的纪念石于BVB星光大道

1995年，尽管有合同在身，赫利希仍希望提前从门兴格拉德巴赫转会至多特蒙德，并声称已经得到了当时门兴格拉德巴赫总经理罗尔夫·吕斯曼的“口头承诺”。然而，后者否认作出过这样的承诺。随后赫利希拒绝再参加球队训练，而是跟随德乙球队福尔图娜科隆训练以保持状态。不过，当他意识到保险问题尚未解决后被迫放弃。门兴格拉德巴赫方面坚持要履行合同，并将此提交至劳动仲裁法庭。法官在此提醒了球员的合同义务，但并没有作出判决。赫利希仍然拒绝代表门兴格拉德巴赫效力。在德国足协的调解下，门兴格拉德巴赫最终同意与多特蒙德达成创当时德国足坛内部转会费纪录的转会协议，多特蒙德需要为之支付约1100万马克。
在加盟多特蒙德的首个赛季，赫利希因为伤病仅出场了16次。尽管如此，他还是以7个入球与并列队内最佳射手。多特蒙德在当季成功卫冕了德国足球冠军，赫利希亦因此收获了自己的首个联赛冠军头衔。在1996-97赛季，赫利希共取得8个德甲入球，其中的7个是在前半程射入。在以3比1战胜尤文图斯的欧洲冠军联赛决赛中，他于第67分钟替换独中两元的里德尔登场。
赫利希在1997-98赛季担任多特蒙德的主力前锋。随着他在对阵的比赛中于第85分钟将比分锁定为2比0，多特蒙德夺得了丰田杯冠军。如同加盟后的首个赛季，赫利希在当季射入了7个联赛入球。再次的伤病也阻碍他取得更多的入球，甚至令他几乎完全错过该赛季的最后阶段。同样在接下来一个赛季的上半程，频繁的伤病使得赫利希无法进入首发名单。至下半程康复后，他重新赢得主力位置并取得6个入球。
在2000年秋天，由于被诊断出患有脑肿瘤（中脑的胚组织瘤），赫利希的2000-01赛季被迫中止。尽管他只参加了11轮联赛，但仍以7个赛季入球保持队内最佳射手的称号，直至第28轮才被超越。经过放射治疗成功康复后，至2001年9月15日，在2001-02赛季第7轮对阵沙尔克04的鲁尔德比中，赫利希时隔近一年再度重返赛场，于第77分钟替补亮相。他亦获得了沙尔克球迷的鼓掌致意。在回归约两个月后，多特蒙德与赫利希续签的合同的期限，他将为球队效力至2005年止。同样在11月，在对阵哥本哈根的欧洲联盟杯第三圈首回合淘汰赛中，下半时才替补登场的赫利希于补时阶段射入全场唯一入球，帮助球队以1比0获胜。然而，对阵哥本哈根的次回合比赛却成为了他当季的最后一次欧战出场，回归后的赫利希无法再达到以往的状态。赛季结束后，赫利希随队再次夺得联赛冠军。
在2002-03赛季和2003-04赛季，赫利希共计仅获得5次德甲出场机会。在癌症之前对阵拜仁慕尼黑的最后一场比赛中取得的入球亦成为了他的最后一个德甲入球。然而在此两年期间，赫利希却代表多特蒙德二队参加了17场比赛，并射入4球。至2004年4月初，赫利希终于结束了其作为球员的职业生涯。他与多特蒙德剩余的一年合同亦宣告解除。

### 国家队生涯
赫利希曾于1995年五次身披德国国家足球队战袍出场，并射入1球。他的国家队首秀是在1995年3月29日对阵格鲁吉亚。在这场以2比0获胜的比赛中，他打满了全场。赛后，对赫利希的首秀评论如下：“我的搭档海科·赫利希在他的首次亮相中表现勤勉，只是（未能取得入球）有些不走运”。
一个月后，在以1比1战平威尔士的比赛中，赫利希于第42分钟射入了扳平比分的一球，这亦是他在国家队的首球暨唯一入球。在10月11日的次回合比赛中，他完成了代表德国队的最后一场比赛。赫利希的全部五次出场均是在1996年欧锦赛的预选赛。由于伤病原因，他也落选了这届赛事决赛圈的出战名单。

## 教练生涯
2005年，赫利希考取了德国足协教练员证书，并自那时起开始执教多特蒙德的19岁以下青年队（U-19）。2007年，他率领多特蒙德U-19在以8比7战胜鲁尔区死敌沙尔克04U-19后，成功夺得威斯特法伦杯冠军。
2007年7月1日，赫利希接过了德国17岁以下国家足球队的教鞭。他率领德国U17在2007年韩国世界杯获得季军，这是德国17岁（或16岁）以下年龄组别自1985年于中国进入决赛以来的最佳成绩。2008年8月，他又转而担任德国19岁以下国家足球队的主教练。在2009年初，德国足协曾有意委任赫利希作为迪特尔·艾尔茨的继任者，执教德国21岁以下国家足球队。但赫利希以希望专注于U-19梯队为由，拒绝了这一提议。
自2009年10月27日起，赫利希开始担任德甲俱乐部波鸿的主教练。随着球队排名一路跌落至第16位，至2010年4月29日，即2009-10赛季倒数第二轮比赛的两日前，赫利希遭到解雇。至2011-12赛季，他又接任了翁特哈兴的主教练职务，但根据既有的工作合同，他直至2011年9月1日起才开始率队训练。赛季结束后，赫利希因私人原因辞职。在2013-14赛季，赫利希接手了拜仁慕尼黑17岁以下梯队，他的任期直至2014-15赛季结束后止。
2015年12月20日，赫利希担当地区联赛俱乐部雷根斯堡主教练。他率队于2016年成功升入德丙联赛，又在接下来的赛季进一步升入德乙联赛。至2017-18赛季，赫利希与德甲俱乐部勒沃库森签约，正式出任该队主教练。

## 社会活动
赫利希是德国奥林匹克委员会、科隆德国体育学院以及德国癌症援助基金会联合发起的“运动对抗癌症（Bewegung gegen Krebs）”活动的大使 。他阐述了自己对非营利性健康运动的责任：“因为我是癌症患者，对于与我处在同样境况的人，需要鼓励他们进行身体的活动”。此外，赫利希也是2006年在德国举办的残疾人世界杯的宣传大使。

## 生涯数据

### 俱乐部生涯数据
| 俱乐部         | 赛季      | 联赛     | 联赛 | 联赛 | 杯赛 | 杯赛 | 欧战1 | 欧战1 | 其它2 | 其它2 | 总计 | 总计 |
| 俱乐部         | 赛季      | 联赛     | 出场 | 入球 | 出场 | 入球 | 出场  | 入球  | 出场  | 入球  | 出场 | 入球 |
| -------------- | --------- | -------- | ---- | ---- | ---- | ---- | ----- | ----- | ----- | ----- | ---- | ---- |
| 勒沃库森       | 1989–90   | 德甲联赛 | 16   | 0    | 1    | 0    | —     | —     | —     | —     | 17   | 0    |
| 勒沃库森       | 1990–91   | 德甲联赛 | 18   | 3    | 1    | 0    | 3     | 1     | —     | —     | 22   | 4    |
| 勒沃库森       | 1991–92   | 德甲联赛 | 28   | 3    | 5    | 2    | —     | —     | —     | —     | 33   | 5    |
| 勒沃库森       | 1992–93   | 德甲联赛 | 13   | 0    | 0    | 0    | —     | —     | —     | —     | 13   | 0    |
| 勒沃库森       | 总计      | 总计     | 75   | 6    | 7    | 2    | 3     | 1     | —     | —     | 85   | 9    |
| 门兴格拉德巴赫 | 1993–94   | 德甲联赛 | 23   | 8    | 2    | 0    | —     | —     | —     | —     | 25   | 8    |
| 门兴格拉德巴赫 | 1994–95   | 德甲联赛 | 32   | 20   | 6    | 6    | —     | —     | —     | —     | 38   | 26   |
| 门兴格拉德巴赫 | 总计      | 总计     | 55   | 28   | 8    | 6    | —     | —     | —     | —     | 63   | 34   |
| 多特蒙德       | 1995–96   | 德甲联赛 | 16   | 7    | 4    | 1    | 6     | 1     | —     | —     | 26   | 9    |
| 多特蒙德       | 1996–97   | 德甲联赛 | 23   | 8    | 1    | 1    | 9     | 3     | —     | —     | 33   | 12   |
| 多特蒙德       | 1997–98   | 德甲联赛 | 21   | 7    | 3    | 2    | 7     | 2     | 3     | 1     | 34   | 12   |
| 多特蒙德       | 1998–99   | 德甲联赛 | 21   | 6    | 2    | 0    | —     | —     | —     | —     | 23   | 6    |
| 多特蒙德       | 1999–2000 | 德甲联赛 | 22   | 6    | 1    | 0    | 9     | 1     | 1     | 0     | 33   | 7    |
| 多特蒙德       | 2000–01   | 德甲联赛 | 10   | 7    | 2    | 3    | —     | —     | —     | —     | 12   | 10   |
| 多特蒙德       | 2001–02   | 德甲联赛 | 10   | 0    | 0    | 0    | 3     | 1     | —     | —     | 13   | 1    |
| 多特蒙德       | 2002–03   | 德甲联赛 | 5    | 0    | 2    | 0    | 2     | 0     | —     | —     | 9    | 0    |
| 多特蒙德       | 总计      | 总计     | 128  | 41   | 15   | 7    | 36    | 4     | 4     | 1     | 183  | 53   |
| 生涯总计       | 生涯总计  | 生涯总计 | 258  | 75   | 30   | 15   | 39    | 5     | 4     | 1     | 331  | 96   |
| 来源：         |           |          |      |      |      |      |       |       |       |       |      |      |

- 1.^ 包含欧洲冠军联赛及欧洲联盟杯。
- 2.^ 包含德国联赛杯及洲际杯。

### 国家队入球
德国队的比分及入球列前：
| #  | 日期          | 场地                       | 对手 | 入球 | 赛果 | 赛事                       |
| -- | ------------- | -------------------------- | ---- | ---- | ---- | -------------------------- |
| 1. | 1995年4月26日 | 德国杜塞尔多夫，莱茵体育场 |      | 1–1  | 1–1  | 1996年欧洲足球锦标赛预选赛 |

### 执教数据
最後更新：2017年4月1日
| 俱乐部   | 自             | 至            | 成绩 | 成绩 | 成绩 | 成绩 | 成绩  | 来源   |
| 俱乐部   | 自             | 至            | 场   | 胜   | 平   | 负   | 胜%   | 来源   |
| -------- | -------------- | ------------- | ---- | ---- | ---- | ---- | ----- | ------ |
| 波鸿     | 2009年10月27日 | 2010年4月29日 | 22   | 4    | 8    | 10   | 18.18 | [ 34 ] |
| 翁特哈兴 | 2011年7月1日   | 2012年5月25日 | 40   | 13   | 8    | 19   | 32.50 | [ 35 ] |
| 雷根斯堡 | 2015年12月20日 | 2017年6月30日 | 59   | 28   | 13   | 18   | 47.46 | [ 36 ] |
| 勒沃库森 | 2017年7月1日   | 现在          | 0    | 0    | 0    | 0    | —     |        |
| 总计     | 总计           | 总计          | 121  | 45   | 29   | 47   | 37.19 | —      |

## 荣誉
- 欧洲冠军联赛：1997年[37]
- 洲际杯冠军：1997年[37]
- 德国足球冠军：1996年、2002年[37]
- 德国足协杯冠军：1993年、1995年[37]
- 德甲最佳射手：1995年[37]